# Ligne 240 (Infrabel)

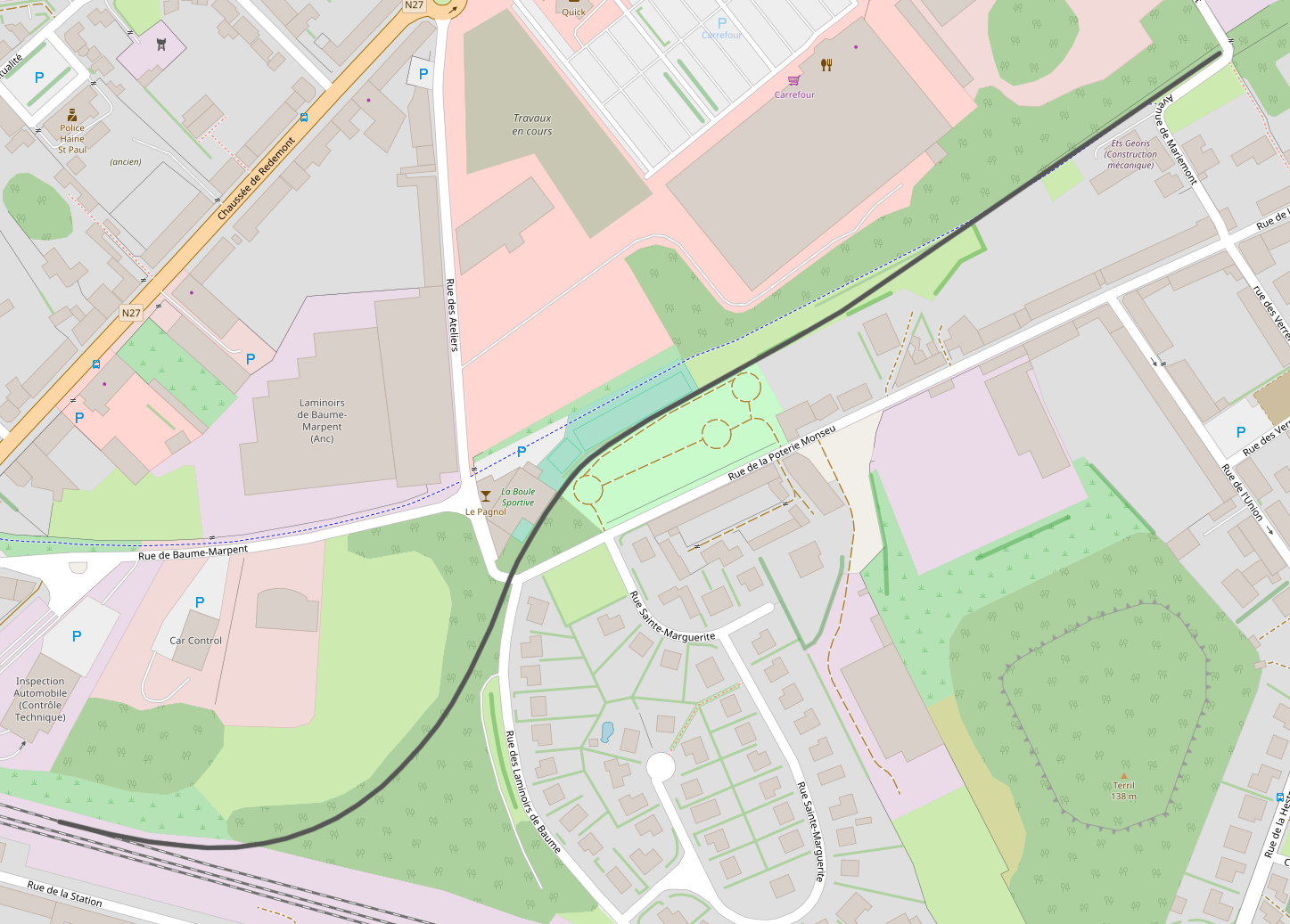
Plan de la ligne

La ligne 240 est une ancienne ligne ferroviaire industrielle belge de la ville de La Louvière.

## Historique
La ligne 240 était connectée à la ligne 112 (Marchienne-au-Pont - La Louvière Centre) à l'ancienne gare de Haine-Saint-Pierre. Elle desservait les verreries locales et les laminoirs de Baume-Marpent.